# Canisy

Canisy este o comună în departamentul Manche, Franța. În 1 ianuarie 2022 avea o populație de 1.723 de locuitori.

## Obiective turistice

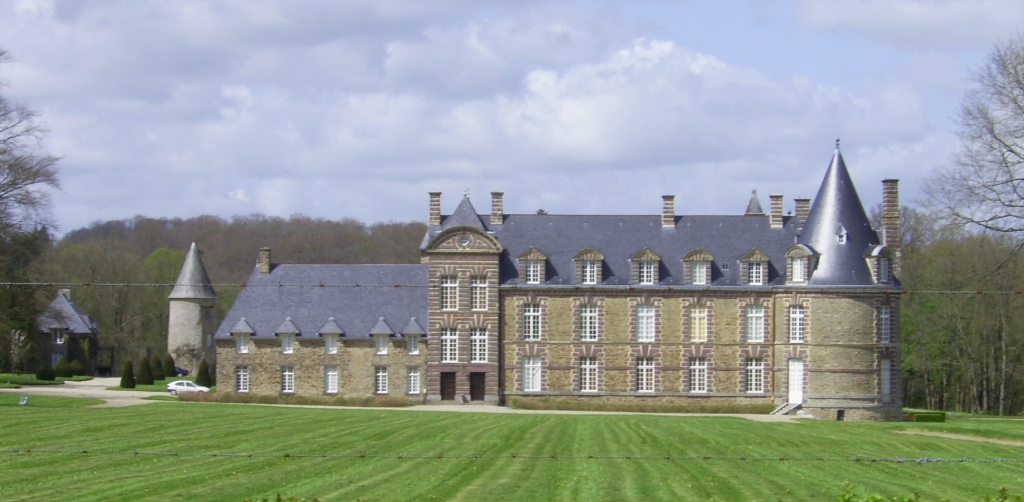
Castelul Canisy

Castelul Canisy a fost ridicat în evul mediu și reconstruit în secolele XVI, XVIII și XIX. Este înconjurat de un parc de 30 hectare. O parte din proprietatea castelului se află pe teritoriul comunei Saint-Gilles. Parcul a fost creat în prima jumătate a secolului al XVII-lea, începând cu 1830 a fost reamenajat în stilul grădinei englezești, iar din 1925 reorganizată de arhitectul peisagist Achille Duchêne (1866–1947) în stil neoclasicism. Unele dependințe au fost conservate, inclusiv grajdurile vechi, oranjeria, serele și grădinile de legume.  Moara din Saint-Gilles construită în 1815 cât și moara din Canisy au aparținut castelului. Castelul este parțial clasificat drept monument istoric. Acesta este în proprietate privată.
În Biserica Saint-Pierre este pictată și aurită statuia din calcar a Fecioarei cu Pruncul din secolul al XIV-lea. Statuia a fost clasificată în 1974 ca monument istoric.